# Have Another Ball
Have Another Ball is het eerste verzamelalbum van de Amerikaanse punk- en coverband Me First and the Gimme Gimmes. Het album werd uitgegeven op cd en (gekleurd) vinyl op 8 juli 2008 via het label Fat Wreck Chords. De nummers die op het album te horen zijn, waren al eerder uitgegeven op compilatiealbums van andere labels en al lang uitverkochte singles. De titel verwijst naar het debuutalbum van de band, Have a Ball.

## Nummers
1. "Rich Girl" (Hall & Oates) - 2:06
2. "The Boxer" (Simon & Garfunkel) - 2:49
3. "Country Roads" (John Denver) - 2:10
4. "I Write the Songs" (Barry Manilow) - 2:57
5. "Sodomy" (Hair) - 0:28
6. "You've Got a Friend" (James Taylor) - 2:35
7. "Mahogany" (Diana Ross) - 1:50
8. "Mother and Child Reunion" (Paul Simon) - 2:10
9. "Only the Good Die Young" (Billy Joel) - 2:47
10. "Coming to America" (Neil Diamond) - 2:24
11. "The Harder They Come" (Jimmy Cliff) - 2:25
12. "Don't Let the Sun Go Down on Me" (Elton John) - 3:48

## Band
- Spike Slawson - zang
- Chris Shiflett - gitaar
- Joey Cape - slaggitaar
- Fat Mike - basgitaar
- Dave Raun - drums